# Марія Нафпліоту

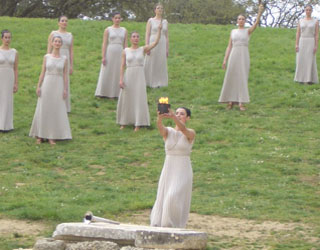
Марія Нафпліоту (в центрі) під час церемонії запалення олімпійського вогню, 2008 рік

Марія Нафпліоту (грец. Μαρία Ναυπλιώτου, *19 червня 1969, Афіни, Греція) — грецька акторка.
Марія Нофпліоту — одна з провідних сучасних грецьких театральних акторок. Вона грала Регана у постановці «Король Лір» Національного театру Греції (2005—2006 року), а також роль Іфігенії в п'єсі Евріпіда «Іфігенія в Тавриді» у стародавньому театрі Епідавра (2006 рік). Вона також знялась у низці кінострічок. 2005 року отримала премію як найкраща актриса на Міжнародному кінофестивалі в Каїрі за роль у фільмі «Хор Харитона» Григоріса Карадінакіса.
Проте всесвітньо відомою акторку зробило призначення виконувати роль верховної жриці під час урочистої театралізованої церемонії запалення олімпійського вогню в Олімпії напереодоні Олімпіади 2008 в Пекіні, передавши вогонь грецькому бійцю тхеквондо, срібного олімпійському призеру Александросу Ніколаїдісу.
2009 року напередодоні Олімпіади 2010 року у Ванкувері Марію Нафпліоту знову затвердили на роль Олімпійської верховної жриці. 22 жовтня 2009 року був запалений олімпійський вогонь 2010 та переданий Марією Нафпліоту грецькому лижнику Васілісу Дімітріадісу.